# Wapen van Kasterlee

Het wapen van Kasterlee

Het wapen van Kasterlee is het heraldisch wapen van de Antwerpse gemeente Kasterlee. Het wapen werd op 4 juli 1955, per koninklijk besluit, verleend. Op 29 oktober 1977 kreeg de gemeente, per Ministerieel Besluit, een gewijzigde omschrijving toegekend.

## Blazoeneringen
Vanwege de wijzigingen en herbevestigingen in het wapen heeft Kasterlee vier blazoeneringen voor het wapen.

### Eerste wapen
Het eerste wapen werd op 28 juli 1819 verleend per besluit van de Hoge Raad van Adel.
Van goud met dubbele adelaar van sabel - het schild geplaatst vóór een gemijterde Sint Willibrord, omkleed met de kazuifel, zegenend met de rechterhand en houdend in de linkerhand een staf gewend naar buiten, het geheel van goud.
Het wapen is goud van kleur met daarop een zwarte adelaar met twee koppen. Achter het schild staat de heilige Willibrord. De heilige is gekleed als een priester: op zijn hoofd heeft hij een mijter en hij draagt een kazuifel. Zijn rechterhand houdt hij in een zegenende pose en in zijn linkerhand houdt hij een staf vast die met de krul naar buiten staat. Ook de heilige en al zijn attributen zijn goud van kleur.

### Tweede wapen
Het tweede, huidige, wapen wordt als volgt omschreven:
Gedeeld I. in goud een dubbele adelaar van sabel II. doorsneden a. gevierendeeld 1. en 4. in goud een gaande ever van sabel met slagtanden van zilver 2. en 3. in sabel drie kepers van zilver b. in lazuur een Sint-Margareta van goud.
Het huidige wapen is gedeeld in twee stukken. Het eerste is gelijk aan het oude wapen: goud met een zwarte adelaar. Het tweede deel is doorsneden, dus in twee horizontale delen gedeeld. Het eerste opgedeeld in vier kwartieren: het eerste en vierde zijn van goud met daarop een lopend everzwijn, met zilveren hoektanden. Hoewel hierdoor een metaal (zilver) op een ander metaal (goud) komt, is het in dit geval toegestaan omdat het een lichaamsdeel betreft. Het tweede en derde kwartier zijn zwart met daarop drie zilveren kepers. Het tweede deel is blauw van kleur met daarop een gouden beeltenis van de heilige Margareta, staande op de buik van een draak. Zij houdt in haar rechterhand een kruis en een palmtak. Dit deel is in de Nassause kleuren uitgevoerd.

## Geschiedenis
Het oude wapen van Kasterlee staat op verschillende zegels, waarvan het oudste bekende voorbeeld uit 1644 stamt. Het wapen op de zegels is, op een detail na, gelijk aan het latere gemeentewapen: een dubbelkoppige adelaar op een schild. Waar deze adelaar vandaan komt is niet bekend. In geen van de wapens van een van de eigenaren van de heerlijkheid komt een dubbele adelaar voor. Ook op de zegels staat achter het schild een persoon met een mijter, met de rechterhand een zegenend gebaar makend en houdend in de linkerhand een gekruiste staf. Om wie het gaat is niet met zekerheid te stellen. Vermoedelijk gaat het om Sint-Willibrord, omdat hij de patroonheilige van de plaatselijke kerk is.
In 1977 fuseerde de oude gemeente Kasterlee met de gemeenten Lichtaart en Tielen. Tien jaar later, op 10 maart 1987, werd het nieuwe wapen per Ministerieel Besluit verleend. Dit wapen is een samenvoeging van de drie deelgemeenten: Kasterlee (heraldisch rechts), Lichtaart (linksboven) en Tielen (linksonder).
Lichtaart gebruikte een wapen dat gelijkend was aan dat van de familie Van de Werve, eigenaren van de heerlijkheid sinds 1734. Tot het wapen van de familie Van de Werve werd overgenomen, zegelde de schepenbank met een wapen met daarop drie lelies. Het schild staat voor een beeltenis van Maria. Het schild was gelijk aan het wapen hieronder, maar daarnaast had nog twee schildhouders, rechts een wildeman en links een wildevrouw. Het geheel stond op een grasgrond van natuurlijke kleur.
Het wapen van Tielen werd in 1819 door de Hoge Raad van Adel toegekend in de Rijkskleuren. Oudere weergaven, uit de periode 1640 tot 1724, van het wapen tonen de heilige Margaretha tussen twee schildjes. Het uiteindelijk toegekende wapen bevat de schildjes niet.

## Overeenkomstige wapens

Het wapen van de familie Van de Werve en Lichtaart.
Het wapen van Vorselaar.
Het wapen van Schilde.